# Dorfkirche Königshorst

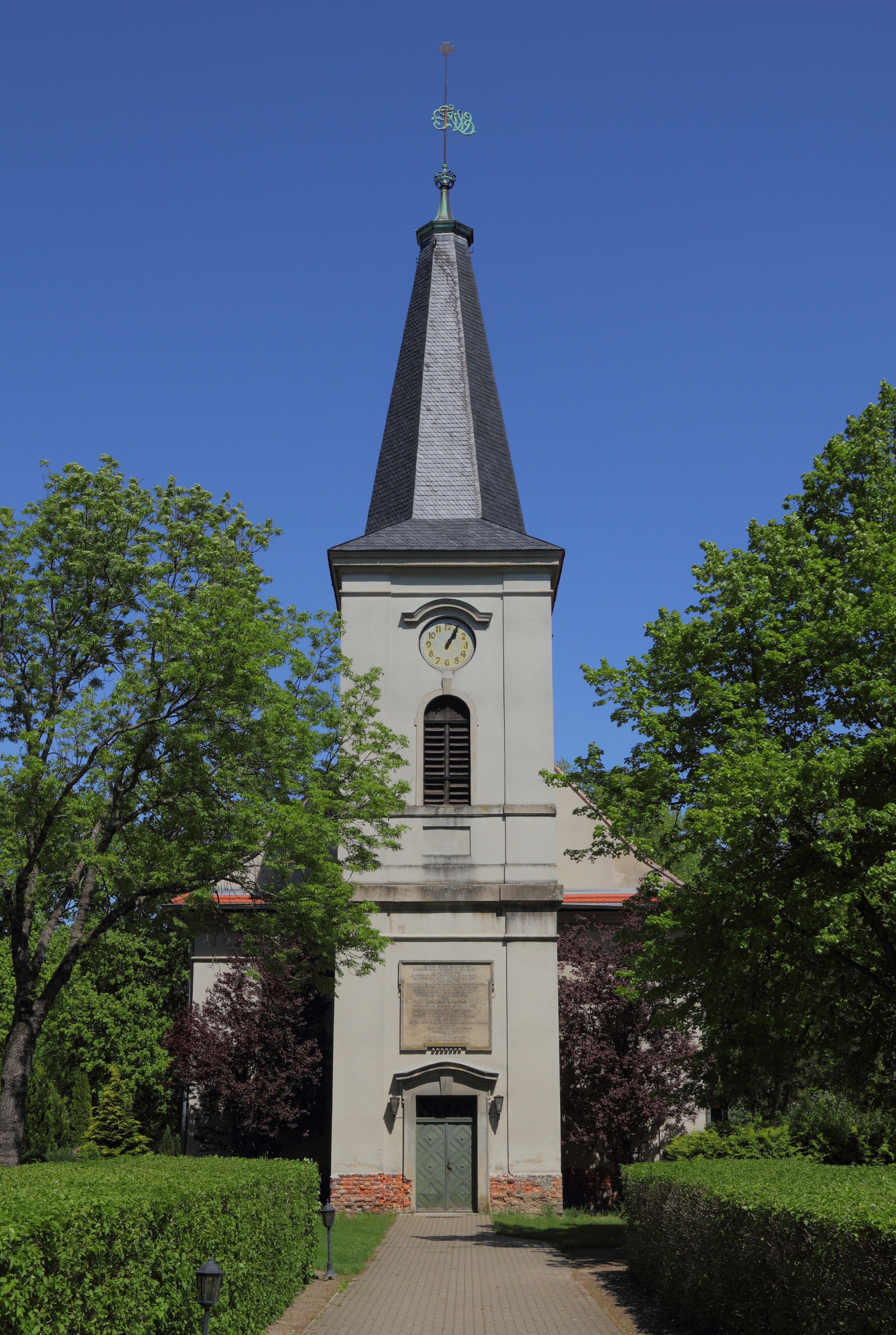
Dorfkirche Königshorst (2013)

Die evangelische Dorfkirche Königshorst ist eine im Kern barocke, nach Brand wiederaufgebaute Saalkirche im Ortsteil Königshorst von Fehrbellin im Landkreis Ostprignitz-Ruppin in Brandenburg. Sie gehört zur Kirchengemeinde Königshorst im Kirchenkreis Nauen-Rathenow der Evangelischen Kirche Berlin-Brandenburg-schlesische Oberlausitz und kann nach Anmeldung besichtigt werden.

## Geschichte
Am 7. Juli 1737 erfolgte die Einweihung der ersten Kirche zu „Königs Horst“, welche auf Geheiß von Friedrich Wilhelm I. als turmlose Kirche errichtet worden war. Den Bauplatz auf der höchsten und trockensten Stelle hatte der König selbst bestimmt. Aufgrund der örtlichen Gegebenheiten wurde der Kirchenbau nicht geostet, sondern in Nord-Süd-Ausrichtung gebaut. Der Bau steht weit zurückgesetzt auf der Nordseite der Hauptstraße inmitten des Kirchhofs. Der erste Kirchenbau war kleiner als heute und hatte einen Dachreiter mit Uhr. Im Jahre 1780 wurde die Kirche erstmals renoviert. In den Jahren 1820–22 wurde sie sowie das Pfarrhaus wiederum renoviert und vergrößert; dabei erhielt sie eine dreiseitige Empore und einen Turm mit Gedenktafel zur Orts- und Kirchengründung. Auch eine Orgel wurde eingebaut.
1912 brannte die Kirche durch einen defekten Ofen bis auf die Grundmauern nieder, die Glocken schmolzen. Noch im gleichen Jahr beschloss die Gemeinde, die Kirche in ihrer ursprünglichen Gestalt wiederaufzubauen. Dies geschah – unter Einbeziehung der stehen gebliebenen Außenmauern – bis 1914 nach Plänen des Königlichen Baurats Hahn, die Ausführung erfolgte durch das Unternehmen Krüger & Co. Der achtseitige Turmhelm und der Innenraum wurden in Anlehnung an den ursprünglichen Zustand erneuert. 1915 war das Dreiergeläut wiederhergestellt. Während des Ersten Weltkrieges wurden die beiden größten Glocken heruntergeholt und eingeschmolzen. Die Einweihung der wiederaufgebauten Kirche fand erst nach dem Krieg im September 1919 statt. Etwa 1926 war das Dreiergeläut wieder vollständig, doch wurden 1941 im Zweiten Weltkrieg wiederum die beiden großen Glocken ausgebaut und eingeschmolzen. Seit Sonntag Laetare 1965 läuten wieder drei Glocken.
1938, während des Dritten Reiches, stellte sich die Kirchengemeinde Königshorst auf die Seite der Bekennenden Kirche. Nach dem Krieg wurde die Orgel, ein Werk der Potsdamer Orgelbaufirma Schuke, wiederhergestellt, da die Kirche durch Beschuss verschiedene Schäden erlitten hatte. Von September bis Weihnachten 1986 wurde der Innenraum ausgemalt.
Nordöstlich der Kirche befindet sich die Friedhofskapelle von 1915. Auf dem straßenseitig durch eine Ziegelmauer eingefriedeten Kirchhof sind mehrere Gehölze des 19. Jahrhunderts erhalten, darunter eine Lindenreihe, Eichen, Wacholder und Eiben. Seit 1737 Mutterkirche, gehörte die Kirche von 1743 bis 1930 zur Superintendentur Fehrbellin, danach als Unica zu Nauen. Das Patronatsrecht besaß der Fiskus.

## Architektur
Das Bauwerk ist eine stattliche verputzte Saalkirche über rechteckigem Grundriss, abgeschlossen durch ein Walmdach mit beidseitig je einer Fledermausgaube. Die Längsseiten werden gegliedert durch je fünf hohe Flachbogenfenster mit einfachen Putzprofilen, die mittleren durch Risalite betont; in diesen jeweils Tür und darüber angeordnetes Fenster. Auf der Südseite des Schiffs ist ein eingezogener zweigeschossiger Turm auf quadratischem Grundriss, seine Ecken sind durch Pilaster gefasst und durch Putzfelder sowie feine Profile gegliedert. Über dem Südportal ist eine Inschrifttafel zur Erinnerung an die Gründung von Königshorst und die Errichtung der Kirche 1737. Die Gestaltung des Inneren stammt einheitlich aus der Wiederaufbauzeit von 1914, ebenso der doppelt stehende Dachstuhl mit kräftigen Überzügen. Der großzügige Kirchensaal wird durch eine Voutendecke abgeschlossen. Die dreiseitige Holzempore mit kassettierter Brüstung auf runden Holzstützen ist bis zur Chorwand vorgezogen, im nördlichen Abschnitt eingezogen. Zugänge zu den Emporen sind jeweils südlich vom Ost- und Westeingang angeordnet, die Geländer sind mit gesägten Brettbalustern gestaltet. Beide Eingänge sind mit Windfang in neobarocken Formen ausgestattet. Hinter dem schlichten Altar an der Nordwand befinden sich eine vierseitige Kanzel und Fenster mit Glasmalereien. Das Gemeindegestühl in vier Blöcken wurde in Anlehnung an das Gestühl von 1737 ausgeführt. Zwei Kachelöfen wurden von der Neuhoffnungshütte (i) geliefert.

## Ausstattung
Die Taufe aus der ersten Hälfte des 18. Jahrhunderts wird von einem hölzernen Taufgestell auf Akanthusvoluten gebildet und überstand den Brand von 1912. Die Kanzel wurde 1986 nach dem Entwurf eines Potsdamer Restaurators von den Söhnen des Pfarrers Minke gebaut. Bis dahin gab es nur einen Notbehelf aus Brettern.
Die Glasfenster entstanden um 1915 nach Entwurf von C. Busch Berlin (i). Zwei Fenster sind mit der Darstellung von Christi Geburt (links) und Christi Himmelfahrt (rechts) versehen. Zwei Kronleuchter stammen aus der erste Hälfte des 18. Jahrhunderts oder wurden nach dem Brand von 1912 erneuert. Im Vorraum sind vier Tafeln für Gefallene in den Kriegen 1813–15, 1870/71 und 1914–18 sowie eine schlichte Holztafel für Kriegsgefallene 1939–45 angebracht.
Eine Bronzeglocke aus dem Jahr 1926 (i) trägt die Inschrift »O Land, Land, Land | höre des Herrn Wort | Gegossen von C. Voß & Sohn Stettin | No 2070«. Zwei Stahlglocken stammen von 1964 (i), eine mit der Inschrift »Der Herr wird König sein über die Lande«, die andere »Des Herrn Wort bleibt in Ewigkeit«. Die Turmuhr wurde 1914 von der Turmuhrenfabrik Hoflieferant Georg Richter, Berlin (i) geschaffen.

## Orgel

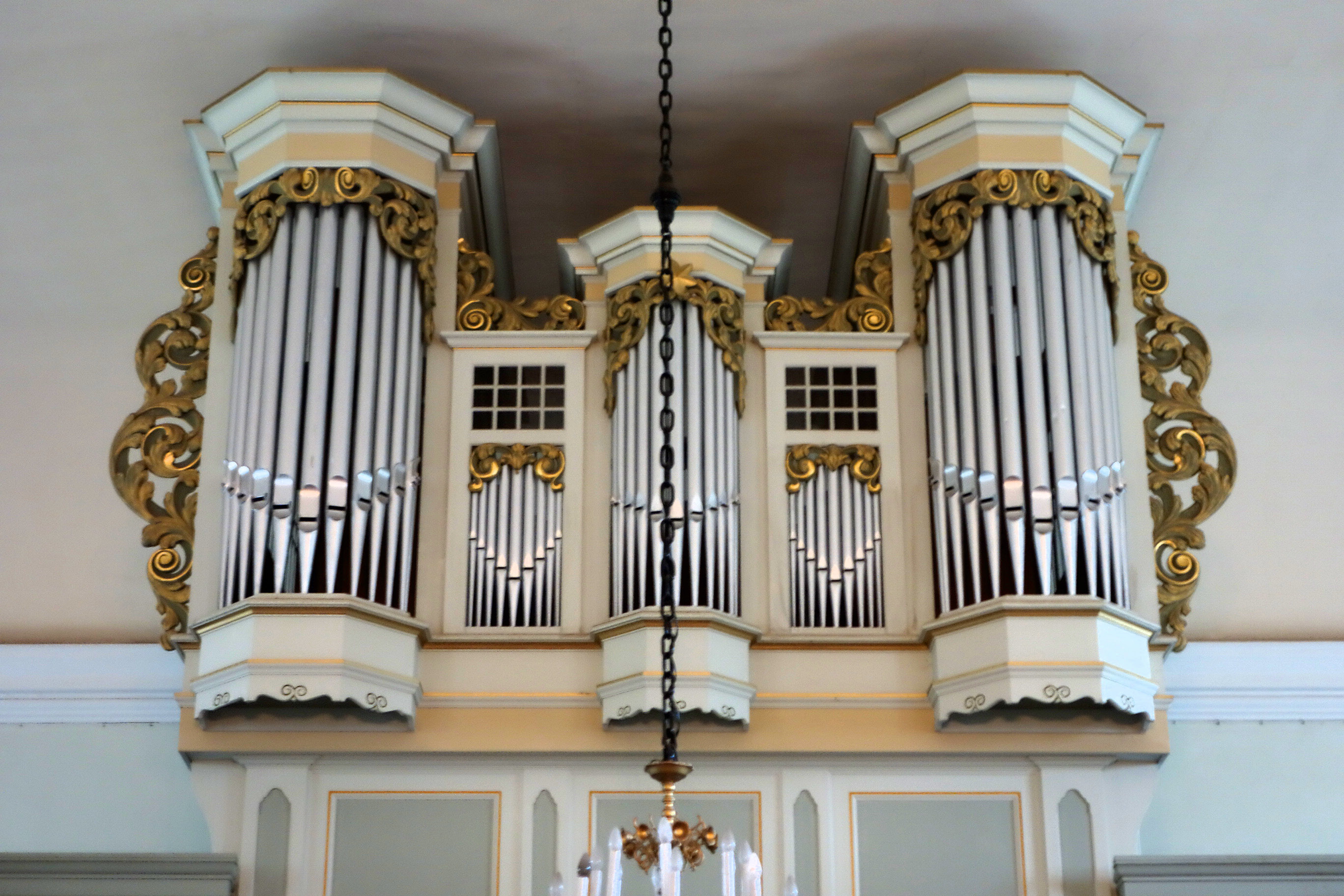
Orgel (2013)

1820 erhielt die Kirche eine Orgel von Gottlieb Heise aus Potsdam; diese wurde 1856 von Friedrich Hermann Lütkemüller instand gesetzt. 1914/1915 erbaute Alexander Schuke eine neue Orgel (Opus 94) mit zehn Registern auf zwei Manualen und Pedal. Dieses Instrument wurde 1980 durch die Eberswalder Orgelbauwerkstatt hinsichtlich eines Registers umdisponiert und 1999 von der Firma W. Sauer aus Frankfurt/Oder repariert. Der ausladende fünfteilige Prospekt ist neobarock und steht auf der Südempore. Die Disposition lautet:
| I Manual C–f3 |              |    |
| 1.            | Principal    | 8′ |
| 2.            | Concertflöte | 8′ |
| 3.            | Gamba        | 8′ |
| 4.            | Octave       | 4′ |
| 5.            | Mixtur II-IV |    |

| II Manual C–f3 |                |    |
| 6.             | Gedackt        | 8′ |
| 7.             | Flauto amabile | 4′ |
| 8.             | Principal      | 2′ |

| Pedal C–d1 |         |     |
| 9.         | Subbass | 16′ |
| 10.        | Violon  | 8′  |

- Koppeln: II/I, Suboktavkoppel II/I, I/P, II/P
- Nebenregister: Calcant
- Spielhilfe: Piano, Mezzoforte, Forte, Tutti
- Traktur: pneumatische Kegelladen

Anmerkungen
1. ↑  Ursprünglich Salicional 8′

## Würdigung
Die Kirche ist ein städtebaulich wichtiger Bestandteil der Gebäudegruppe aus Pfarrhaus, Schule und Kirche. Bemerkenswert ist die Ausführung nach dem Brand als Rekonstruktion des Vorgängerbaus; dies bezeugt die lebendige Tradition der besonderen Königshorster Gründungsgeschichte.